# Eisenreichs
Eisenreichs ist eine Ortschaft und eine Katastralgemeinde der Gemeinde Pfaffenschlag bei Waidhofen a.d.Thaya im Bezirk Waidhofen an der Thaya im niederösterreichischen Waldviertel mit 50 Einwohnern (Stand 1. Jänner 2024).

## Geografie
Das Dorf westlich des Burgstallberges (606 m ü. A.) liegt nördlich der Waidhofener Straße und wird von der Landesstraße L8141 erschlossen. Am 1. April 2020 umfasste die Ortschaft 35 Adressen.

## Siedlungsentwicklung
Zum Jahreswechsel 1979/1980 befanden sich in der Katastralgemeinde Eisenreichs insgesamt 30 Bauflächen mit 10.657 m² und 36 Gärten auf 9.562 m², 1989/1990 gab es 32 Bauflächen. 1999/2000 war die Zahl der Bauflächen auf 102 angewachsen und 2009/2010 bestanden 54 Gebäude auf 100 Bauflächen.

## Geschichte
Im Jahr 1822 wurde der Ort als Dorf mit 18 Häusern genannt, das nach Pfaffenschlag eingepfarrt war, wohin auch die Kinder eingeschult wurden. Die Herrschaft Heidenreichstein besaß die Ortsobrigkeit, übte die Landgerichtsbarkeit aus, besorgte die Konskription und verfügte über sämtliche Untertanen und Grundholde im Ort. Laut Adressbuch von Österreich waren im Jahr 1938 in Eisenreichs ein Gastwirt, eine Schneiderin und ein Schuster ansässig.

## Bodennutzung
Die Katastralgemeinde ist landwirtschaftlich geprägt. 103 Hektar wurden zum Jahreswechsel 1979/1980 landwirtschaftlich genutzt und 81 Hektar waren forstwirtschaftlich geführte Waldflächen. 1999/2000 wurde auf 83 Hektar Landwirtschaft betrieben und 102 Hektar waren als forstwirtschaftlich genutzte Flächen ausgewiesen. Ende 2018 waren 79 Hektar als landwirtschaftliche Flächen genutzt und Forstwirtschaft wurde auf 98 Hektar betrieben. Die durchschnittliche Bodenklimazahl von Eisenreichs beträgt 21,1 (Stand 2010).